# Nova Serrana
Nova Serrana – miasto i gmina w Brazylii, w stanie Minas Gerais. Znajduje się w mezoregionie Oeste de Minas i mikroregionie Divinópolis.
W mieście ma siedzibę klub piłkarski CA Serranense.